# Jean-Paul Bonnaire
Jean-Paul Bonnaire (Chaux, Costa d'Or, França, 3 d'octubre de 1943 - París, 28 de març de 2013) va ser un actor francès. Va aparèixer en més de cent pel·lícules del 1975 al 2013, i també en molts telefilms i sèries de televisió com Maigret, Florence Larrieu : Le juge est une femme, Joséphine, ange gardien, Profilage, Falco.

## Filmografia seleccionada
| Any  | Títol                   | Paper   | Observacions            |
| ---- | ----------------------- | ------- | ----------------------- |
| 1986 | Maine Océan             |         |                         |
| 1999 | Nos vies heureuses      |         |                         |
| 2004 | Les Choristes           |         |                         |
| 2005 | Joséphine, ange gardien | Sylvain | Sèrie de TV (1 episodi) |
| 2006 | Quatre Étoiles          |         |                         |
| 2007 | Le Deuxième Souffle     | Theo    |                         |
| 2012 | Mobile Home             | Luc     |                         |